# Call of Duty: Black Ops III
Call of Duty: Black Ops III ist ein von Treyarch entwickelter Ego-Shooter, der am 6. November 2015 weltweit von Activision für Windows, PlayStation 3, PlayStation 4, Xbox 360 und Xbox One veröffentlicht wurde. Die von Aspyr Media portierte Version für macOS ist seit dem 4. April 2019 erhältlich. Die Portierungen auf Xbox 360 und PlayStation 3 wurden von Beenox und Mercenary Technology vorgenommen. In den Portierungen für Xbox 360 und PlayStation 3 sind jedoch nur der Mehrspieler sowie der Zombie-Modus enthalten; die Einzelspieler- und Koop-Kampagne wurden gestrichen. Das Spiel stellt den zwölften Teil der Call-of-Duty-Reihe und die direkte Fortsetzung von Call of Duty: Black Ops II dar. Mit Black Ops 4 erschien 2018 ein Nachfolger.

## Handlung
Call of Duty: Black Ops III spielt in einer dystopischen Zukunft im Jahre 2065, 40 Jahre nach den Ereignissen vom Vorgänger Black Ops II. Wissenschaft und Technologie haben sich stark verändert. Dies löst weltweit heftige Proteste aus und es wird versucht weitere Fortschritte zu stoppen. Die Militärtechnologie hat den Punkt erreicht, wo Robotik eine wichtige Rolle im Kampf spielt und „Supersoldaten“ entwickelt wurden, um auf dem Schlachtfeld zu kämpfen. Infolgedessen gibt es Spekulationen und Angst über eine mögliche Machtübernahme der Roboter. Der Spieler schlüpft, wie auch schon in den früheren Teilen der Black-Ops-Serie, in die Rolle eines Black-Ops-Soldaten. Hierbei erhielt der Spieler durch eine schwere Verletzung im Kampf Supersoldat-Fähigkeiten. Daraufhin werden ihm metallene Gliedmaßen (Arme und Beine) implantiert. Des Weiteren verfügt er über einen "Minicomputer" in seinem Kopf, wodurch er weitere im Kampf einsetzbare Fähigkeiten besitzt. Die weitere Story konzentriert sich auf die Gefangennahme von Ex-Black-Ops-Mitglied Taylor, der am Ende stirbt, und die Aufklärung psychischer Gedankenspiele der CIA.

## Spielprinzip
Die Kampagne kann mit bis zu drei weiteren Spielern kooperativ gespielt werden. Außerdem kann der Spieler seinen Charakter individuell anpassen. Abgesehen vom neuen Bewegungssystem im Mehrspielermodus gibt es ein neues Klassensystem namens „Spezialisten“ und den „Gunsmith“, mit dem man seine Waffe individuell anpassen und sogar seine eigene Tarnung erstellen kann. Des Weiteren verfügt der Zombie-Modus über eine komplett neue Geschichte, die unabhängig von der Kampagne ist.

## Mehrspielermodus
Der Mehrspielermodus von Black Ops III ist, wie in jedem anderen Call of Duty, aufgeteilt in die Modi:
- Team-Deathmatch (TDM): Kampf von bis zu zwölf Spielern, sechs gegen sechs.
- Herrschaft: Einnehmen und Halten von bis zu drei Punkten auf der Karte, bis die verlangte Punktzahl erreicht wurde. Das Team mit mehr gehaltenen Zonen erhält mehr Punkte.
- Abschuss Bestätigt: Dieser Modus ähnelt dem TDM, jedoch werden nicht durch Abschüsse Punkte erlangt, sondern mithilfe der bei Abschüssen fallen gelassenen Dog-Tags. Diese müssen für die Punktwertung eingesammelt werden.
- Stellung: Ähnlich wie Herrschaft, eine Zone ist zeitlich begrenzt verfügbar. Wenn sich ein Team alleine in dieser Zone befindet, werden Punkte verdient.
- Capture the Flag: In diesem Modus geht es darum, die Flagge vom Gegnerteam zu holen (meist am gegnerischen Spawnpunkt) und zu der eigenen zu bringen.
- Search & Destroy: Klassischer rundenbasierter Modus, in dem ein Team eines von zwei Zielen mit einer Bombe zerstören muss und das andere Team dies verhindern muss.

Der Mehrspielermodus verfügt auch wieder über die Option, mit den Waffen Tarnungen freizuschalten. Dies geschieht mithilfe von Aufgaben. Wenn mit einer Waffe alle Aufgaben gemeistert wurden, wird die Goldtarnung freigeschaltet. Geschieht dies mit allen Waffen derselben Klasse (z. B. Sturmgewehre) wird die Diamanttarnung für alle Waffen der Klasse freigeschaltet, wie bereits bei Call of Duty: Black Ops II. Neu hinzu kam, dass mit dem Freischalten aller Diamanttarnungen die Tarnung Dark Matter freigeschaltet wurde.
Die Basiskarten, auf denen im Mehrspielermodus gespielt wird, basieren auf der Kampagne des Teils. Karten, die später durch die DLCs hinzugefügt wurden, folgen nur noch selten dieser Herangehensweise.

## Überlebenskampf
Wie bereits in den Vorgängerteilen World at War, Black Ops und Black Ops II beinhaltet Black Ops III wieder den Zombie-Modus, in dem gegen immer stärker werdende Zombiewellen angetreten wird. Hinzu kam, dass Treyarch auch für diesen Modus zu jedem DLC eine neue Karte veröffentlicht hat. Aufgrund hoher Beliebtheit  hat Treyarch im Mai 2017 mit „Zombie Chronicles“ ein umfangreiches, fünftes, DLC veröffentlicht, das acht überarbeitete Karten aus vorherigen Titeln beinhaltet.
Für die PC-Version von Black Ops III sind 2016 erstmals seit World at War wieder Mod-Tools erschienen, um eigene Maps und Modi zu erstellen.

## Marketing
Im ersten Trailer des Spiels, der auch im Fernsehen als Werbung ausgestrahlt wurde, wird der Song Paint It Black von The Rolling Stones verwendet.

## Rezeption
Während die Handlung früherer Kampagnen der Spielereihe als oberflächlich und plump kritisiert wurde, konnte Treyarch mit der komplexeren Handlung dieses Ablegers punkten. Während der Einstieg altbacken wirke, werde im weiteren Spielverlauf klar, dass es sich um den besten Serienteil seit Jahren handele. Die fehlende Jugendfreigabe sei gerechtfertigt. Der Soundtrack sei filmreif, das Timing gut und die Kämpfe abwechslungsreich. Gegen Ende werde die Geschichte zunehmend esoterisch und technologiekritisch. Die Kampagne besäße weniger unterschiedliche Schauplätze, sei jedoch etwa um ein Drittel länger als beim Vorgänger. Mit einer Spielzeit von knapp 14 Stunden handele es sich um den umfangreichsten Einzelspielerteil der Serie. Viele Dialoge vor allem in der deutschen Vertonung klängen zu platt. Spielerisch bleibe Treyarch konservativ, mit Schießbuden-Gefechte gegen schwache Computergegner. Die Umsetzung auf dem PC laufe erst mit sehr viel Grafikspeicher flüssig. Treyarch besserte nach, indem es die Grafikdetails stärker auskonfigurierte. Die Grafik-Engine sei in die Jahre gekommen und zeige Schwächen bei der Darstellung der Umgebung.
Mit über 550 Millionen Dollar Umsatz innerhalb der ersten 3 Tage nach der Veröffentlichung, war es zu dem Zeitpunkt der erfolgreichste Verkaufsstart der Serie.